# Oscar de melhor documentário de curta-metragem
Oscar de melhor Documentário de curta-metragem (do inglês Academy Award for Best Documentary Short Subject, inicialmente chamado de Best Documentary), é uma categoria de premiação do Óscar referente a escolha de melhor produção cinematográfica curta do tipo documental; é um prêmio anual que começou a ser concedido em 1942 pela Academia de Artes e Ciências Cinematográficas dos Estados Unidos, a uma produção de curta duração (menos de 40 minutos) que retrata a realidade, produzido no ano anterior ao da realização da cerimônia.

## Indicados e vencedores
Lista incompleta de filmes indicados e vencedores do prêmio Oscar de melhor documentário de curta-metragem:

### Década de 2020
2025
- The Only Girl in the Orchestra
- Death by Numbers
- I Am Ready, Warden
- Incident
- Instruments of a Beating Heart

2024
- The Last Repair Shop
- The ABCs of Book Banning
- The Barber of Little Rock
- Island in Between
- Nǎi Nai & Wài Pó

2023
- Como Cuidar de um Bebê Elefante
- Haulout
- How Do You Measure a Year?
- The Martha Mitchell Effect
- Stranger at the Gate

2022
- The Queen of Basketball
- Audible
- Lead Me Home
- Three Songs for Benazir
- When We Were Bullies

2021
- Colette
- A Concerto Is a Conversation
- Do Not Split
- Hunger Ward
- A Love Song for Latasha

2020
- Learning to Skateboard in a Warzone (If You're a Girl)
- In the Absence
- Life Overtakes Me
- St. Louis Superman
- Walk Run Cha-Cha

### Década de 2010
2019
- Period. End of Sentence.
- Black Sheep
- End Game
- Lifeboat
- A Night at The Garden

2018
- Heaven Is a Traffic Jam on the 405
- Edith+Eddie
- Heroin(e)
- Knife Skills
- Traffic Stop

2017
- The White Helmets
- Extremis
- 4.1 Miles
- Joe's Violin
- Watani: My Homeland

2016
- A Girl in the River: The Price of Forgiveness
- Body Team 12
- Chau, Beyond the Lines
- Claude Lanzmann: Spectres of the Shoah
- Last Day of Freedom

2015
- Crisis Hotline: Veterans Press 1
- Joanna
- Our Curse
- The Reaper (La Parka)
- White Earth

2014
- The Lady in Number 6: Music Saved My Life
- CaveDigger
- Facing Fear
- Karama Has No Walls
- Prison Terminal: The Last Days of Private Jack Hall

2013
- Inocente
- Kings Point
- Mondays at Racine
- Open Heart
- Redemption

2012
- Saving Face
- The Barber of Birmingham: Foot Soldier of the Civil Rights Movement
- God Is the Bigger Elvis
- Incident in New Baghdad
- The Tsunami and the Cherry Blossom

2011
- Strangers No More
- Killing in the Name
- Poster Girl
- Sun Come Up
- The Warriors of Qiugang

2010
- Music by Prudence
- China's Unnatural Disaster: The Tears of Sichuan Province
- The Last Campaign of Governor Booth Gardner
- The Last Truck: Closing of a GM Plant
- Rabbit à la Berlin

### Década de 2000
2009
- Smile Pinki
- The Conscience of Nhem En
- The Final Inch
- The Witness: From the Balcony of Room 306

2008
- Freeheld
- La Corona
- Salim Baba
- Sari's Mother

2007
- The Blood of Yingzhou District
- Recycled Life
- Rehearsing a Dream
- Two Hands

2006
- A Note of Triumph: The Golden Age of Norman Corwin
- The Death of Kevin Carter: Casualty of the Bang Bang Club
- God Sleeps in Ruanda
- The Mushroom Club

2005
- Mighty Times: The Children's March
- Autism in the World
- The Children of Leningradsky
- Hardwood
- Sister Rose's Passion

2004
- Chernobyl Heart
- Asylum
- Ferry Tales

2003
- Twin Towers
- The Collector of Bedford Street
- Mighty Times: The Legacy of Rosa Parks
- Why Can't we be a Family Again?

2002
- Thoth
- Artists and Orphans: A True Drama
- Sing!

2001
- Big Mama
- Curtain Call
- Dolphins
- The Man on Lincoln's Nose
- On Tiptoe: Gentle Steps to Freedom

2000
- King Gimp
- Eyewitness
- Prison Rodeo
- The Wildest Show in the South: the Angola

### Década de 1990
1999
- The Personals: Improvisations on Romance in Golden Years
- A Place in the Land
- Sunrise over Tiananmen Square

1998
- A Story of Healing
- Alaska: Spirit of the Wild
- Amazon
- Daughter of the Bride
- Still Kicking: The Fabulous Palm Springs Follies

1997
- Breathing Lessons: The Life And Work Of Mark O'brien
- Cosmic Voyage
- An Essay on Matisse
- Special Effects
- The Wild Bunch: An Album in Montage

1996
- One Survivor Remembers
- Jim Dine: A Self-Portrait on the Walls
- The Living Sea
- Never Give Up: The 20th Century Odyssey of Herbert Zipper
- The Shadow of Hate

1995
- A Time for Justice
- Blues Highway
- 89mm od Europy (89mm from Europe)
- School of Assassins
- Straight from the Heart

1994
- Defending Our Lives
- Blood Ties: The Life and Work of Sally Mann
- Chicks in White Satin

1993
- Educating Peter
- At the Edge of Conquest: The Journey of Chief Wai-Wai
- Beyond Imagining: Margaret Anderson and the "Little Review"
- The Colours of My Father: A Portrait of Sam Borenstein
- When Abortion Was Illegal: Untold Stories

1992
- Deadly Deception: General Electric, Nuclear Weapons and Our Environment
- Birdnesters of Thailand (aka "Shadow Hunters")
- A Little Vicious
- The Mark of the Maker
- Memorial: Letters from American Soldiers

1991
- Days of Waiting
- Burning Down Tomorrow
- Chimps: So Like Us
- Journey into Life: The World of the Unborn
- Rose Kennedy: A Life to Remember

1990
- The Johnstown Flood
- Fine Food, Fine Pastries, Open 6 to 9
- Yad Vashem: Preserving the Past to Ensure the Future

### Década de 1980
1989
- You Don't Have to Die
- The Children's Storefront
- Family Gathering
- Gang Cops
- Portrait of Imogen

1988
- Young at Heart
- Frances Steloff: Memoirs of a Bookseller
- In the Wee Wee Hours...
- Language Says It All
- Silver into Gold

1987
- Women – for America, for the World
- Debonair Dancers
- The Masters of Disaster
- Red Grooms: Sunflower in a Hothouse
- Sam

1986
- Witness to War: Dr. Charlie Clements
- The Courage to Care
- Keats and His Nightingale: A Blind Date
- Making Overtures--The Story of a Community Orchestra
- The Wizard of the Strings

1985
- The Stone Carvers
- The Children of Soong Ching Ling
- Code Gray: Ethical Dilemmas in Nursing
- The Garden of Eden
- Recollections of Pavlovsk

1984
- Flamenco at 5:15
- In the Nuclear Shadow: What Can the Children Tell Us?
- Sewing Woman
- Spaces: The Architecture of Paul Rudolph
- You Are Free  (Ihr Zent Frei)

1983
- If You Love This Planet
- Gods of Metal
- The Klan: A Legacy of Hate in America
- To Live or Let Die
- Traveling Hopefully

1982
- Close Harmony
- Americas in Transition
- Journey for Survival
- See What I Say
- Urge to Build

1981
- Karl Hess: Toward Liberty
- Don't Mess with Bill
- The Eruption of Mount St. Helens
- It's the Same World
- Luther Metke at 94

1980
- Paul Robeson: Tribute to an Artist
- Dae
- Koryo Celadon
- Nails
- Remember Me

### Década de 1970
1979
- The Flight of the Gossamer Condor
- The Divided Trail: A Native American Odyssey
- An Encounter with Faces
- Goodnight Miss Ann
- Squires of San Quentin

1978
- Gravity Is My Enemy
- Agueda Martinez: Our People, Our Country
- First Edition
- Of Time, Tombs and Treasure
- The Shetland Experience

1977
- Number Our Days
- American Shoeshine
- Blackwood
- The End of the Road
- Universe

1976
- The End of the Game
- Arthur and Lillie
- Millions of Years Ahead of Man
- Probes in Space
- Whistling Smith

1975
- Don't
- City Out of Wilderness
- Exploratorium
- John Muir's High Sierra
- Naked Yoga

1974
- Princeton: A Search for Answers
- Background
- Children at Work (Paisti Ag Obair)
- Christo's Valley Curtain
- Four Stones for Kanemitsu

1973
- This Tiny World
- Hundertwasser's Rainy Day
- K-Z
- Selling Out
- The Tide of Traffic

1972
- Sentinels of Silence
- Adventures in Perception
- Art Is...
- The Numbers Start with the River
- Somebody Waiting

1971
- Interviews with My Lai Veterans
- The Gifts
- A Long Way from Nowhere
- Oisin
- Time Is Running Out

1970
- Czechoslovakia 1968
- An Impression of John Steinbeck: Writer
- Jenny Is a Good Thing
- Leo Beuerman
- The Magic Machines

### Década de 1940
1944
- December 7th

1943
- The Battle Of Midway[2]